# 리사 레슬리
리사 드숀 레슬리(영어: Lisa Deshaun Leslie, 1971년 7월 7일~)는 미국의 농구 선수로 현역 시절 포지션은 센터이다. 미국 여자 농구 협회(WNBA)의 로스앤젤레스 스파크스 소속으로 뛰었으며 미국 여자 대표팀의 일원으로 1996년 하계 올림픽을 시작으로 2008년 하계 올림픽까지 4회 연속 우승에 기여했다.